# 春城 (朝鮮人)
春城（韩语：／，1891年3月30日—1977年8月22日），本名李昌林（韩语：／），又號春性（韩语：／）、無礙道人（韩语：／），本貫平昌，是朝鮮王朝後期至大韩民国僧侶及文學家。

## 外部連結
- 春城[] 
- 春城:韓國歷代人物鍾合情報 
- 春城 
- 도올 TV 강의서 육두문자 인용 구설수 - 오마이뉴스
- 도올 TV 강의 육두문자 논란- 한국일보 Archive.today的存檔，存档日期2012-07-11
- [아침을 열며] 인간에 대한 믿음